# Electronic Entertainment Expo
Electronic Entertainment Expo, mai bine cunoscut ca E3, a fost o conferință care avea loc anual și care se desfășura timp de trei zile, în care dezvoltatorii își expuneau jocurile în curs de lansare. Spre deosebire de Gamescom, E3 nu era deschis publicului, fiind destinat numai celor care lucrau în industria jocurilor video.
Prima ediție a început pe data de 11 mai 1995, iar cea mai recentă a început pe data de 12 iunie 2021.
Pe data de 12 decembrie, 2023, Entertainment Software Association au anunțat că evenimentul nu se va mai ține pe viitor.

## Legături externe
- Materiale media legate de Electronic Entertainment Expo la Wikimedia Commons
- Site web oficial